# Gare de Dieupentale
La gare de Dieupentale est une gare ferroviaire française de la ligne de Bordeaux-Saint-Jean à Sète-Ville située sur le territoire de la commune de Dieupentale dans le département de Tarn-et-Garonne en région Occitanie.
Elle est mise en service en 1856 par la Compagnie des chemins de fer du Midi et du Canal latéral à la Garonne. 
C'est une halte voyageurs de la Société nationale des chemins de fer français (SNCF) desservie par des trains TER Occitanie vers Toulouse-Matabiau, Montauban-Ville-Bourbon et Brive-la-Gaillarde essentiellement.

## Situation ferroviaire
Établie à 110 mètres d'altitude, la gare de Dieupentale est située au point kilométrique (PK) 224,741 de la ligne de Bordeaux-Saint-Jean à Sète-Ville, entre les gares de Montbartier et de Grisolles.

## Histoire

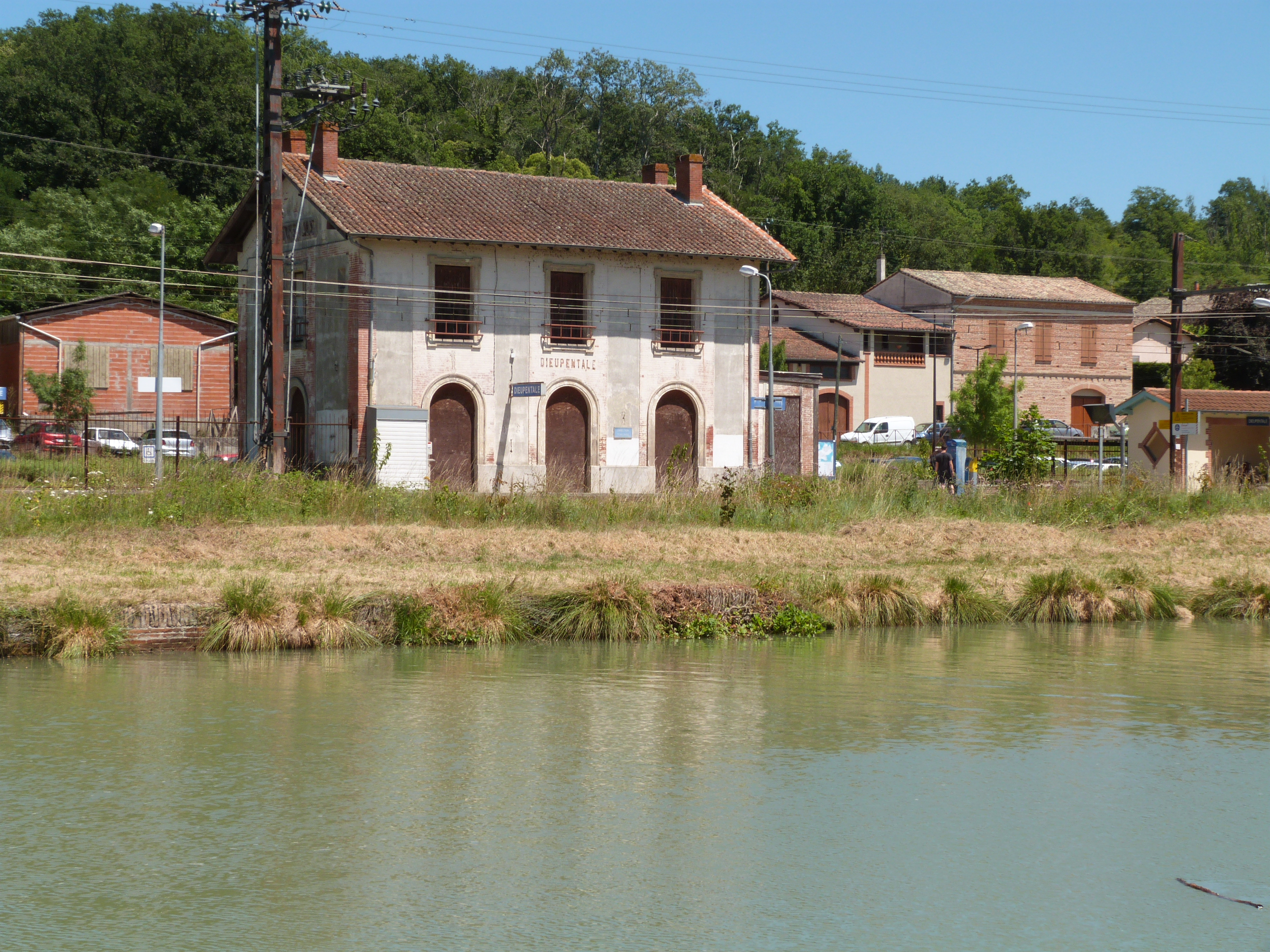
L'ancien bâtiment voyageurs, aujourd'hui détruit.

La station de Dieupentale est mise en service le 30 août 1856 par la Compagnie des chemins de fer du Midi et du Canal latéral à la Garonne, lorsqu'elle ouvre à l'exploitation la section de Valence-d'Agen à Toulouse.
En 1858, Dieupentale est la 40e station du chemin de fer de Bordeaux à Cette, elle dessert le village de Dieupentale, qui compte 458 habitants, située à 32 km de Toulouse, 235 km de Bordeaux et 252 km de Cette. Sur l'autre rive de la Garonne, à environ 4 km se situe la ville de Verdun, chef lieu d'un canton qui compte 20 171 habitants en 2016.

### Fréquentation
En 2014, selon les estimations de la SNCF, la fréquentation annuelle de la gare était de 93 292 voyageurs. Cette fréquentation monte à 104 321 voyageurs en 2017.
De 2015 à 2022, selon les estimations de la SNCF, la fréquentation annuelle de la gare s'élève aux nombres indiqués dans le tableau ci-dessous.
| Année               | 2015   | 2016   | 2017    | 2018   | 2019   | 2020   | 2021    | 2022    | 2023    |
| ------------------- | ------ | ------ | ------- | ------ | ------ | ------ | ------- | ------- | ------- |
| Nombre de voyageurs | 97 030 | 99 469 | 104 385 | 78 002 | 92 083 | 84 194 | 100 828 | 121 534 | 138 102 |

## Service des voyageurs

### Accueil
Halte SNCF, c'est un point d'arrêt non géré (PANG) à accès libre, équipé d'automates pour l'achat de titres de transport, ainsi que de valideurs de cartes d’abonnements régionaux Pastel. L’information voyageurs est assurée par deux écrans avec annonces automatiques, et l’arrivée des trains est signalée par une sonnerie retentissant sur les quais.

### Desserte
Dieupentale est desservie par les trains TER Occitanie :
- ligne de Brive à Toulouse, à raison d'un train toutes les deux heures environ tous les jours. Le temps de trajet est d'environ 25 minutes depuis Toulouse-Matabiau et 2 heures 5 minutes depuis Brive-la-Gaillarde.
- ligne de Montauban à Toulouse, à raison d'environ 2 trains par jour en heures de pointe, et d'un train toutes les deux heures en heures creuses, le samedi et le dimanche. Le temps de trajet est d'environ 25 minutes depuis Toulouse-Matabiau et 13 minutes depuis Montauban-Villebourbon.

### Intermodalité
Un parc pour les vélos et un parking pour les véhicules (100 places) sont aménagés à ses abords.
La ligne 849 du réseau liO dessert la gare.